# Вибори до рад ленів у Швеції 2018
Вибори до рад ленів у Швеції 2018 року відбувалися одночасно з парламентськими та муніципальними виборами 9 вересня 2018 року.

## Результати
Загальнонаціональні результати виборів до рад ленів відповідно з Шведською виборчою комісією.
| Партія          | Партія                     | Голоси    | %     | Місця | ±   |
| --------------- | -------------------------- | --------- | ----- | ----- | --- |
|                 | Соціал-демократична партія | 1 850 724 | 28,74 | 523   | −80 |
|                 | Помірна коаліційна партія  | 1 241 717 | 19,28 | 314   | −25 |
|                 | Шведські демократи         | 828 220   | 12,86 | 224   | +63 |
|                 | Партія центру              | 539 075   | 8,37  | 155   | +30 |
|                 | Ліва партія                | 555 043   | 8,62  | 141   | +20 |
|                 | Народна партія — ліберали  | 403 781   | 6,27  | 94    | −2  |
|                 | Християнські демократи     | 457 679   | 7,11  | 119   | +34 |
|                 | Партія зелених             | 265 522   | 4,12  | 48    | −58 |
|                 | Партія здоров'я Норрботтен | 57 835    | 0,01  | 27    | +8  |
|                 | Інші                       | 255 762   | 3,97  | 51    | +28 |
| Дійсні голоси   | Дійсні голоси              | 6 439 523 |       | 1 696 | +18 |
| Недійсні голоси | Недійсні голоси            | 5 201     |       |       |     |
| Усього          | Усього                     | 6 613 451 |       |       |     |